# Frik du Preez
Frederick Christoffel Hendrik du Preez (Rustenburg, 28 de noviembre de 1935) es un ex–jugador sudafricano de rugby que se desempeñaba como segunda línea.
Es considerado uno de los mejores jugadores en su puesto y que dio su país por su agilidad, agresivo tackleo, compromiso, habilidad de pies y velocidad, además de una famosa rivalidad deportiva que mantuvo con el neozelandés Colin Meads. Desde 2009 es miembro del World Rugby Salón de la Fama.

## Biografía
Trabajó como mecánico de la Fuerza Aérea Sudafricana toda su vida, a la que ingresó tras realizar su servicio militar en la misma. Según Danie Craven, Frik du Preez fue el jugador de su país más completo que vio.
Fue uno de los invitados de honor que enfrentó al XV de la Rosa con President's Overseas XV en el Centenario de la Rugby Football Union y en 2003 la revista Rugby World lo eligió como uno de los 10 mejores jugadores del siglo XX.

## Selección nacional
Fue convocado a los Springboks por primera vez en enero de 1961 para enfrentar a Inglaterra como parte de la gira por Europa, integró los planteles contra los British and Irish Lions durante las giras de estos en 1962 y 1968.
Disputó su último partido ante los Wallabies en agosto de 1971 por la gira sudafricana de ese año. En total jugó 38 partidos y marcó 11 puntos.

## Palmarés
- Campeón de la Currie Cup de 1956, 1968 y 1969.